# 扎卡里·多诺霍
扎卡里·泰勒·“扎克”·多诺霍（英語：Zachary Tyler "Zach" Donohue，1991年1月8日—）生于康乃狄克州哈特福，是一名美国男子花样滑冰运动员，主攻冰舞。2022年北京冬季奧運會铜牌得主、团体赛金牌得主。四届世锦赛奖牌得主，2018年大奖总决赛冠军，2014年四大洲锦标赛冠军，三届美国冠军（2018、2019、2021）。
他的家乡在麦迪逊。他在10岁时开始练习滑冰。他在2011年开始和麦迪逊·哈贝尔搭档，在此之前，他曾和四个不同的女选手搭档。